# Llista de consellers generals d'Andorra (V Legislatura)

Composició del Consell General.
Socialdemòcrata: 14 consellers
Reformista: 11 consellers
Andorra pel Canvi: 3 consellers

Aquesta és una llista dels consellers generals d'Andorra de la V legislatura (2009-2011). Els membres del Consell General d'Andorra van ser elegits en les eleccions generals del 2009. Al començament de legislatura es van constituir tres grups parlamentaris: el Socialdemòcrata (14 consellers), el Reformista (11) i el d'Andorra pel Canvi (3).

## Consellers

### Sindicatura
|  | Nom                     | Grup parlamentari | Circumscripció      | Legislatures anteriors | Inici mandat       | Fi mandat            | Càrrec                       |
|  | ----------------------- | ----------------- | ------------------- | ---------------------- | ------------------ | -------------------- | ---------------------------- |
|  | Josep Dallerès Codina   | Socialdemòcrata   | Encamp              | I, II, III, IV         | 19 de maig de 2009 | 15 de febrer de 2011 | Síndic General               |
|  | Esteve López Montanya   | Socialdemòcrata   | Ordino              | III, IV                | 19 de maig de 2009 | 15 de febrer de 2011 | Subsíndic General            |
|  | Montserrat Gil Torné    | Reformista        | Sant Julià de Lòria |                        | 19 de maig de 2009 | 15 de febrer de 2011 | Secretària de la Sindicatura |
|  | Mariona González Reolit | Socialdemòcrata   | Nacional            | IV                     | 19 de maig de 2009 | 15 de febrer de 2011 | Secretària de la Sindicatura |

### Resta del Ple
|  | Nom                        | Grup parlamentari | Circumscripció      | Legislatures anteriors | Inici mandat           | Fi mandat             | Càrrec                                         |
|  | -------------------------- | ----------------- | ------------------- | ---------------------- | ---------------------- | --------------------- | ---------------------------------------------- |
|  | Olga Adellach Coma         | Reformista        | Nacional            | III, IV                | 19 de maig de 2009     | 15 de febrer de 2011  |                                                |
|  | Franz Armengol Avellana    | Socialdemòcrata   | Nacional            |                        | 19 de maig de 2009     | 15 de febrer de 2011  |                                                |
|  | Daniel Armengol Bosch      | Reformista        | Nacional            |                        | 19 de maig de 2009     | 15 de febrer de 2011  |                                                |
|  | Ladislau Baró Solà         | Reformista        | Nacional            | I, II                  | 19 de maig de 2009     | 15 de febrer de 2011  | President suplent del Grup Reformista          |
|  | Jaume Bartumeu Cassany     | Socialdemòcrata   | Nacional            | I, II, III, IV         | 19 de maig de 2009     | 4 de juny de 2009     |                                                |
|  | Roser Bastida Areny        | Reformista        | Sant Julià de Lòria |                        | 19 de maig de 2009     | 15 de febrer de 2011  |                                                |
|  | Carles Blasi Vidal         | Socialdemòcrata   | Andorra la Vella    | IV                     | 19 de maig de 2009     | 15 de febrer de 2011  |                                                |
|  | Josep M. Bringué Millat    | Andorra pel Canvi | Nacional            |                        | 19 de maig de 2009     | 15 de febrer de 2011  | President suplent del Grup d'Andorra pel Canvi |
|  | Jordi Cadena Bons          | Socialdemòcrata   | Ordino              |                        | 19 de maig de 2009     | 15 de febrer de 2011  |                                                |
|  | Joan Cartes Ivern          | Socialdemòcrata   | Nacional            |                        | 5 de juny de 2009      | 15 de febrer de 2011  |                                                |
|  | Anna Dolsa Montanya        | Socialdemòcrata   | Nacional            |                        | 18 de juny de 2009     | 15 de febrer de 2011  |                                                |
|  | Oscar Encuentra Bardina    | Andorra pel Canvi | Nacional            |                        | 19 de maig de 2009     | 7 de setembre de 2010 |                                                |
|  | Carles Enseñat Reig        | Andorra pel Canvi | Nacional            |                        | 22 de setembre de 2010 | 15 de febrer de 2011  |                                                |
|  | Jordi Font Mariné          | Socialdemòcrata   | Escaldes-Engordany  | IV                     | 19 de maig de 2009     | 15 de febrer de 2011  |                                                |
|  | Albert Font Massip         | Socialdemòcrata   | Andorra la Vella    |                        | 19 de maig de 2009     | 15 de febrer de 2011  |                                                |
|  | Joan Gabriel Estany        | Reformista        | Nacional            | IV                     | 19 de maig de 2009     | 15 de febrer de 2011  | President del Grup Reformista                  |
|  | Rosa Gili Casals           | Socialdemòcrata   | Escaldes-Engordany  |                        | 19 de maig de 2009     | 15 de febrer de 2011  |                                                |
|  | Celina Mandicó Garcia      | Reformista        | Canillo             |                        | 19 de maig de 2009     | 15 de febrer de 2011  |                                                |
|  | Conxita Mora Jordana       | Reformista        | Nacional            |                        | 19 de maig de 2009     | 15 de febrer de 2011  |                                                |
|  | Víctor Naudi Zamora        | Socialdemòcrata   | Nacional            |                        | 19 de maig de 2009     | 8 de juny de 2009     |                                                |
|  | Eusebi Nomen Calvet        | Andorra pel Canvi | Nacional            |                        | 19 de maig de 2009     | 15 de febrer de 2011  | President del Grup d'Andorra pel Canvi         |
|  | Maria Pilar Riba Font      | Socialdemòcrata   | Encamp              | IV                     | 19 de maig de 2009     | 15 de febrer de 2011  |                                                |
|  | Francesc Rodríguez Rossa   | Socialdemòcrata   | Nacional            | I, II, III, IV         | 19 de maig de 2009     | 15 de febrer de 2011  | President del Grup Socialdemòcrata             |
|  | Bibiana Rossa Torres       | Socialdemòcrata   | Nacional            |                        | 19 de maig de 2009     | 15 de febrer de 2011  |                                                |
|  | Amadeu Rossell Tarradellas | Reformista        | La Massana          |                        | 19 de maig de 2009     | 15 de febrer de 2011  |                                                |
|  | Jaume Serra Serra          | Reformista        | Nacional            | IV                     | 19 de maig de 2009     | 15 de febrer de 2011  |                                                |
|  | Joan Torres Puig           | Reformista        | Canillo             |                        | 19 de maig de 2009     | 15 de febrer de 2011  |                                                |

### Substitucions
|  | Conseller substituït    | Grup              | Baixa    | Motiu                                                               | Conseller substitut       | Grup              | Alta      |
|  | ----------------------- | ----------------- | -------- | ------------------------------------------------------------------- | ------------------------- | ----------------- | --------- |
|  | Jaume Bartumeu Cassany  | Socialemòcrata    | 4/6/2009 | Deixa vacant l'escó per haver estat elegit cap de Govern.           | Joan Cartes Ivern         | Socialdemòcrata   | 5/6/2009  |
|  | Víctor Naudi Zamora     | Socialemòcrata    | 8/6/2009 | Deixa vacant l'escó per haver estat nomenat ministre de l'Interior. | Anna Maria Dolsa Montanya | Socialemòcrata    | 18/6/2009 |
|  | Oscar Encuentra Bardina | Andorra pel Canvi | 7/9/2010 | Renuncia a l'escó.                                                  | Carles Enseñat Reig       | Andorra pel Canvi | 22/9/2010 |